# Manpur (Sarlahi)
Pour les articles homonymes, voir Manpur.
Manpur (en népalais : मानपुर) est un comité de développement villageois du Népal situé dans le district de Sarlahi. Au recensement de 2011, il comptait 8 891 habitants.